# Ligne de Longueau à Boulogne-Ville
La ligne de Longueau à Boulogne-Ville est une ligne radiale de chemin de fer française, ouverte en 1846 et 1847 dans les départements de la Somme et du Pas-de-Calais, à double voie, utilisant la traction thermique d'Amiens-Saint Roch à Rang-du-Fliers et électrifiée en 25 kV – 50 Hz au-delà. Le principe d'électrification totale a été retenu, mais son achèvement semble être ajourné.
Elle constitue la ligne no 311 000 du réseau ferré national. Elle continue vers Calais-Ville, sous le nom de ligne de Boulogne-Ville à Calais-Maritime (no 314 000).

## Histoire

### Chronologie
- 20 juin 1846 : ouverture de Longueau à Amiens, embranchement de la ligne de Paris-Nord à Lille (5 km).
- 15 mars 1847 : ouverture d'Amiens à Abbeville (44 km).
- 21 décembre 1847 : ouverture d'Abbeville à Neufchâtel (65 km).
- 17 avril 1848 : ouverture de Neufchâtel à Boulogne-Ville (14 km).
- 21 janvier 1995 : fermeture au trafic voyageurs de la bifurcation d'Outreau à Boulogne-Maritime (3 km).
- 10 décembre 2010 : mise en service de l'électrification de Boulogne à Rang-du-Fliers (40 km).
- 10 décembre 2011 : mise en service de la signalisation automatique entre Rang et Abbeville. La ligne était l'une des dernières de France à employer le block manuel en double voie.

### La ligne de la côte d'Opale

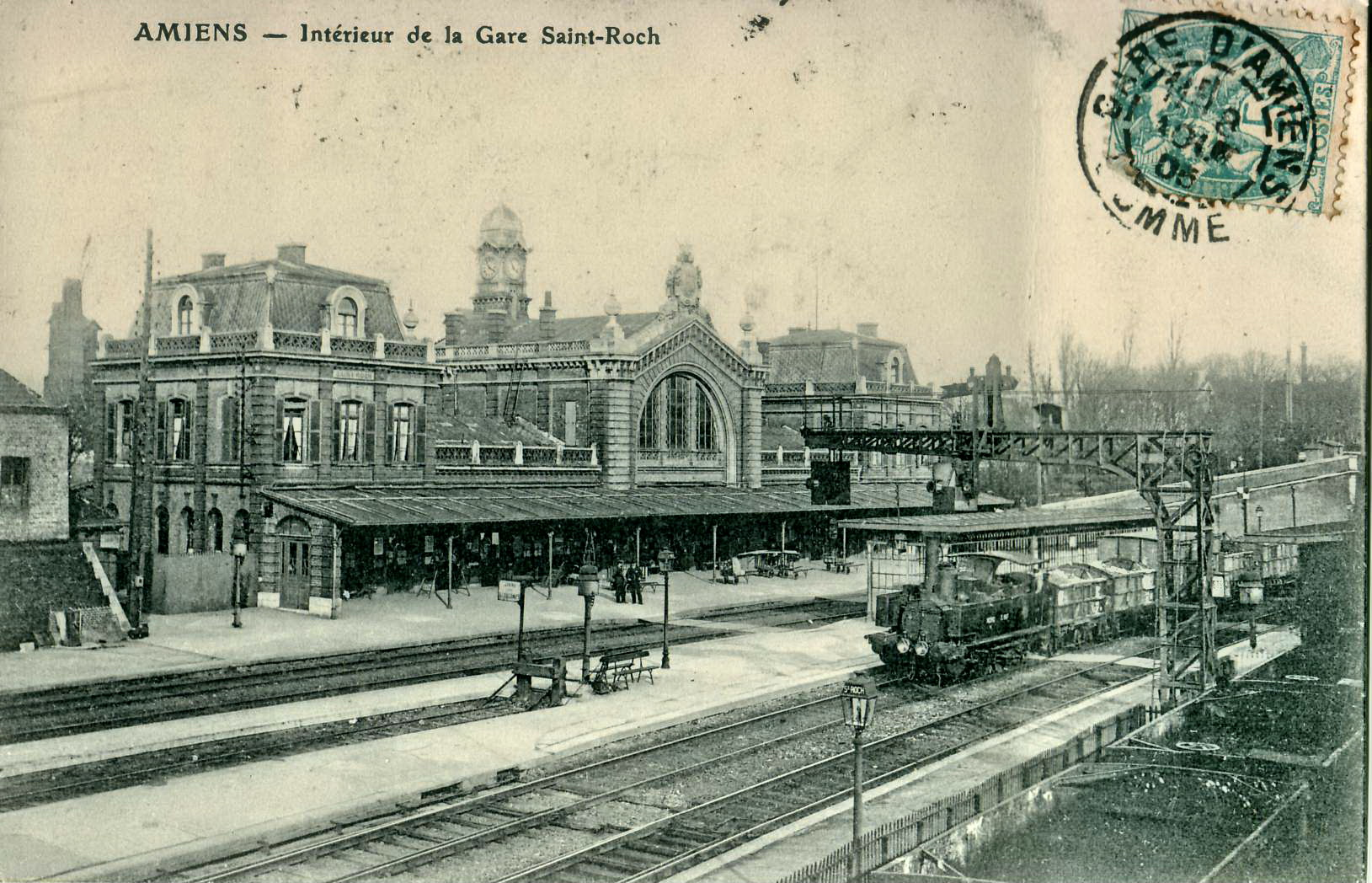
La gare d'Amiens-Saint-Roch, avant la Première Guerre mondiale : au premier plan, la ligne Amiens – Rouen, puis la voie métrique en terminus de la ligne d'Aumale et d'Envermeu, et, enfin, les voies de la ligne de Calais.

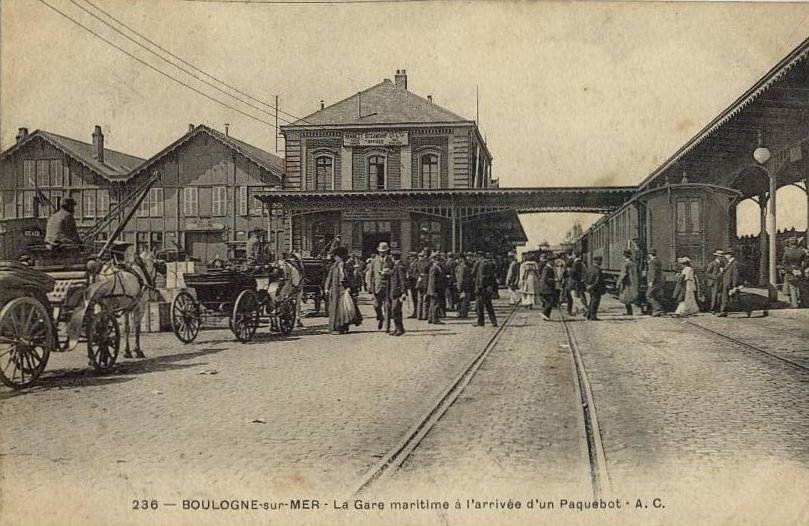
La gare de Boulogne-Maritime permettait la correspondance avec les navires assurant la liaison avec le Royaume-Uni.

Une loi du 26 juillet 1844 autorise le ministre des Travaux Publics à procéder à l'adjudication de la concession d'une ligne d'Amiens à Boulogne.
Une ordonnance royale du 9 septembre suivant fixe le cahier des charges de la concession. La ligne est adjugée le 15 octobre 1844 à Messieurs Laffitte, Blount et compagnie. L'adjudication est approuvée par une ordonnance royale le 24 octobre.
La « Compagnie du chemin de fer d'Amiens à Boulogne » est constituée le 28 mai 1845, et est approuvée par une ordonnance royale le 29 mai suivant. Par ailleurs, la loi du 15 juillet 1845 autorise l'adjudication à une compagnie le « chemin de fer de Paris à la frontière de Belgique, avec embranchement de Lille sur Calais et Dunkerque ».
La concession pour une durée de 30 ans est adjugée le 9 septembre 1845 aux frères Rothschild, Hottinger, Laffitte et Blount. Cette adjudication est approuvée par une ordonnance royale, le 10 septembre 1845. Les concessionnaires fondent la Compagnie anonyme du chemin de fer du Nord, qui est approuvée par l'ordonnance royale du 20 septembre 1845.
La ligne est ouverte de Longueau à Amiens, comme embranchement de la ligne de Paris-Nord à Lille (5 km), le 20 juin 1846 par la Compagnie du Nord. Au-delà, la Compagnie du chemin de fer d'Amiens à Boulogne ouvre un prolongement en trois étapes successives, d'Amiens à Abbeville (44 km) le 15 mars 1847, d'Abbeville à Neufchâtel (65 km) le 21 décembre 1847, et enfin de Neufchâtel à Boulogne (14 km) le 17 avril 1848.
La Compagnie du chemin de fer d'Amiens à Boulogne est finalement absorbée par la Compagnie des chemins de fer du Nord. La fusion est approuvée par les assemblées générales des actionnaires des compagnies, le 26 août 1851. Elle est entérinée par un décret présidentiel le 19 février 1852,.
Le 29 janvier 1929, le raccordement à double voie dit « de l'Ave-Maria » — désormais officiellement appelé raccordement d'Outreau-Poste 1 à l'hoverport, par SNCF Réseau —, comportant le tunnel éponyme (1 891 mètres de long), est mis en service. Il relie le triage d'Outreau au faisceau Loubet qui est alors déplacé, et dessert une nouvelle darse ainsi que les hauts fourneaux des aciéries de Paris et Outreau (APO). Ils n'étaient auparavant accessibles que depuis une boucle au nord, depuis les environs de la gare maritime.
En 1937, peu avant sa dissolution, la Compagnie du Nord met en place le block automatique lumineux sur la courte section d'Amiens à la bifurcation de Saint-Roch, où circulent les trains des courants Calais et Rouen.
Au printemps 2001, la ligne, en gare d'Abbeville, a été submergée par la crue de la Somme pendant un mois et demi. En novembre 2023, d'importantes précipitations provoquent, d'une part, l'affaissement d'un talus à Neufchâtel-Hardelot, d'autre part, l'inondation des voies en gare de Pont-de-Briques.

## Description

### Tracé
La ligne se débranche en gare de Longueau de la ligne de Paris-Nord à Lille. Elle s'oriente vers le nord-ouest, et atteint rapidement la gare d'Amiens. Elle se poursuit alors sous cette ville qu'elle franchit grâce aux tunnels jumeaux de la porte de Paris puis de Longueville, longs respectivement de 280 et de 198 mètres. Elle parvient alors à la gare de bifurcation de Saint-Roch, où se débranche la ligne de Saint-Roch à Darnétal-Bifurcation en direction de Rouen.
La ligne suit alors continuellement la rive gauche de la Somme, bientôt bordée de nombreux étangs. Après avoir desservi Abbeville, elle franchit le fleuve et se rapproche de la baie de Somme. Elle s'incurve alors franchement vers le nord avec un tracé quasi-rectiligne de 37 kilomètres de Noyelles-sur-Mer à Étaples, toujours à distance de la côte d'Opale. Elle dessert ensuite la gare de Rue, qui permet de rallier ensuite, via quelques autocars, Le Crotoy, Quend ou encore Fort-Mahon.
Sur ce parcours, elle franchit l'Authie, fleuve marquant la limite entre les départements de la Somme et du Pas-de-Calais. Elle dessert alors la gare de Rang-du-Fliers - Verton, puis, après avoir franchi la Canche par un viaduc, qui laisse un aperçu sur Le Touquet-Paris-Plage, l'estuaire et sur la Manche, atteint la gare d'Étaples - Le Touquet.
La ligne se poursuit alors par une rampe de 7,5 ‰ vers le seuil de Neufchâtel, jusqu'au point kilométrique (PK) 238, franchissait un petit tunnel long de 184 mètres (désormais détruit), puis redescend à partir d'Hesdigneul dans la vallée de la Liane et atteint alors Boulogne-sur-Mer. Elle franchit la Liane par un viaduc avant d'atteindre la gare de Boulogne-Ville. L'itinéraire se poursuit par la ligne de Boulogne-Ville à Calais-Maritime.

### Équipement

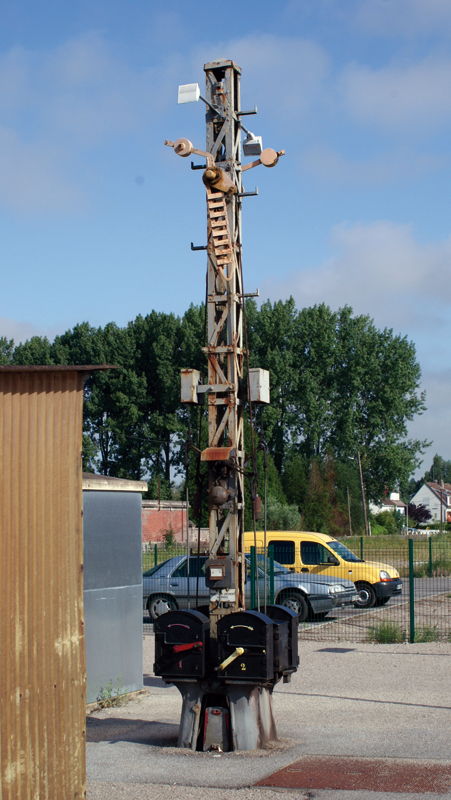
L'électro-sémaphore Lartigue installé sur le quai de la gare de Rue, photographié en 2009. Il assurait le cantonnement des circulations et commandait l'allumage des cibles lumineuses (il a été démonté courant 2012 et mis à disposition de la Cité du train).

Bien qu'ayant été empruntée par des trains performants — premières voitures Inox dès 1950, turbotrains à la fin des années 1970 —, la ligne a connu une modernisation limitée de ses installations, la perspective de la construction d'une ligne à grande vitesse vers Calais et Londres captant les crédits. Cela explique que, malgré son importance, elle ait été la dernière ligne de France encore équipée partiellement en block manuel Lartigue (BLUS) — la carte officielle de Réseau ferré de France ne mentionnait plus ce point depuis plusieurs années. Il n'existe plus depuis le 10 décembre 2011, ayant été remplacé par le block automatique à permissivité restreinte (BAPR).
Le block automatique lumineux (BAL) remplace le block Lartigue entre Amiens et Abbeville, depuis le service d'hiver 2009 ; la ligne téléphonique aérienne est par la suite déposée. Cette dernière subsistait entre Abbeville et Rang-du-Fliers, où elle a été entièrement déposée durant l'été 2012.
Entre Amiens et Boulogne, il reste alors au moins cinq postes de block avec le mât Lartigue originel (raccourci), équipé des boîtes de manœuvre à manivelles et des ailerons d'annonce :
- Ailly-sur-Somme (hors service) ;
- Picquigny (hors service) ;
- Noyelles (hors service depuis le 10 décembre 2011) ;
- Rue (hors service depuis le 10 décembre 2011 ; transféré à Mulhouse) ;
- Conchil-le-Temple (hors service) ;
- Rang-du-Fliers - Verton (hors service depuis le 12 décembre 2010).

Durant le printemps 2009, des travaux d'électrification, sur la section entre la gare de Rang-du-Fliers - Verton - Berck et la gare de Boulogne-Ville, ont été entrepris en vue d'augmenter le trafic. Cela permet en outre la circulation de TERGV, reliant la côte d'Opale (notamment Berck et Étaples – Le Touquet) à la gare TGV de Lille-Europe.

#### Projet d'électrification totale

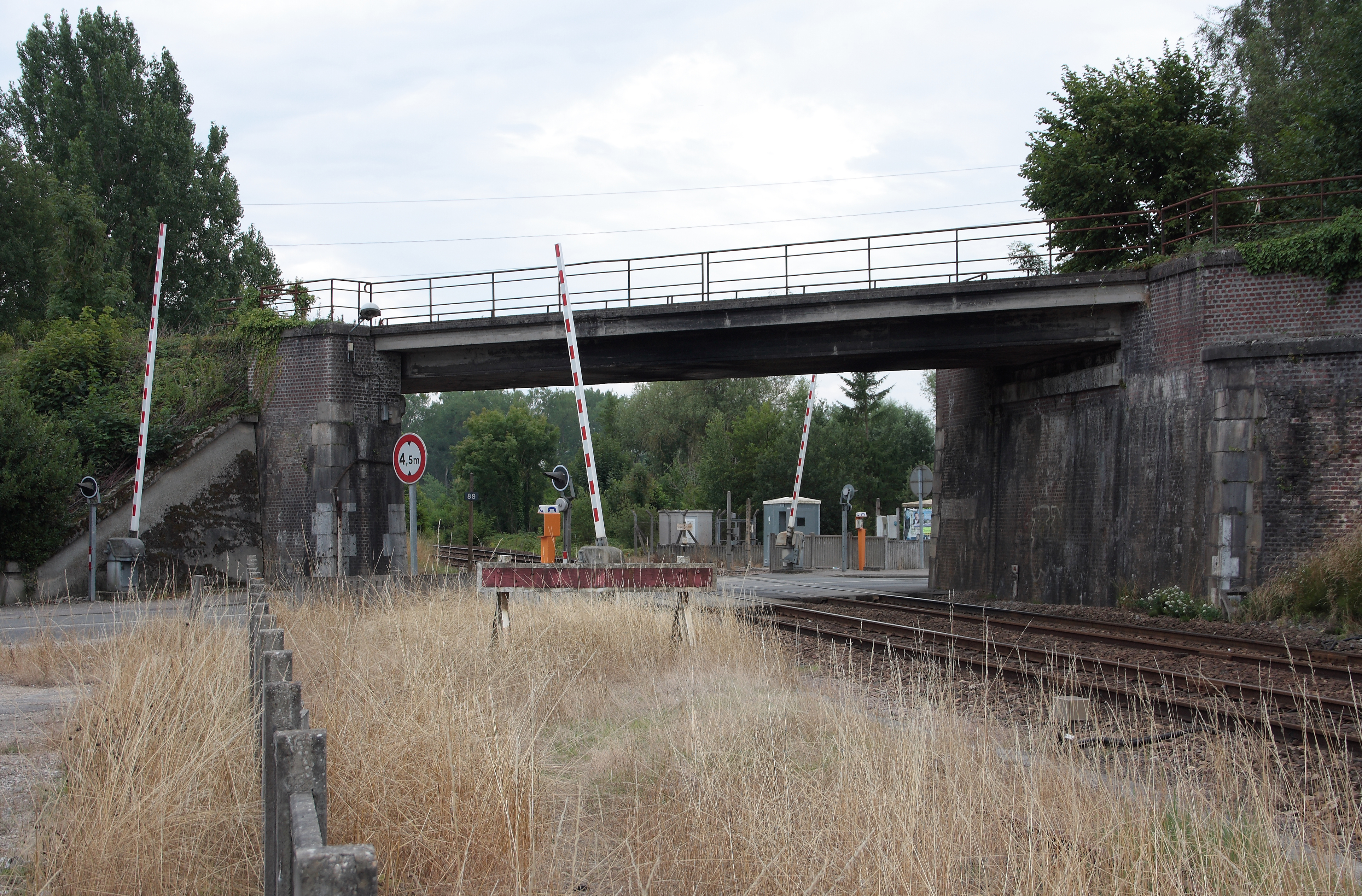
Un exemple d'ouvrage d'art qui devait disparaître avec l'électrification : le saut-de-mouton désaffecté de la ligne de Fives à Abbeville, enjambant le passage à niveau no 89.

Les travaux d'électrification de la dernière section de ligne en traction thermique, entre Amiens — la fin de la caténaire se trouve à la sortie de la gare de Saint-Roch — et Rang-du-Fliers (soit 83 kilomètres), étaient prévus à partir de 2021. Ce projet est destiné à supprimer le changement de mode de traction (notamment pour les ex-Intercités Paris – Amiens – Boulogne-sur-Mer), à créer un nouvel axe pour le fret (délestant la ligne Paris – Lille, pour l'accès au tunnel sous la Manche), mais également à permettre de futures circulations de TGV au-delà d'Amiens (en lien avec un autre projet, le raccordement Roissy – Picardie). En 2018, le conseil d'orientation des infrastructures (mis en place par le ministère des Transports) propose d'abandonner cette électrification, en raison de sa faible rentabilité (manque de trafic, au regard des coûts, et la commande de nouveaux engins bimodes pour continuer d'effectuer le trajet complet sans correspondance à Amiens). En novembre 2019, le projet semble être abandonné (ou, du moins, est reporté sine die).
Afin de dégager le gabarit nécessaire, sept ouvrages d'art surplombant la ligne devaient être détruits ou surélevés, tandis que les voies auraient dû être abaissées en quatre endroits différents.

### Vitesses limites
Les vitesses limites de la ligne en 2022, pour les AGC et les trains V 140 et V 160, en sens impair, sont indiquées dans le tableau ci-dessous ; toutefois, les trains de certaines catégories, comme ceux de marchandises, sont soumis parfois à des vitesses limites plus faibles.
| De (PK)                 | À (PK)                      | Limite (en km/h) |
| ----------------------- | --------------------------- | ---------------- |
| Longueau (PK 125,971)   | Amiens (PK 130,563)         | 120              |
| Amiens (PK 130,563)     | Saint-Roch (PK 132,608)     | 90               |
| Saint-Roch (PK 132,608) | PK 241,600                  | 140              |
| PK 241,600              | Boulogne-Ville (PK 253,467) | 130              |

### Gares
La disposition des infrastructures ferroviaires, notamment ces gares, est visible sur le schéma de la ligne.

## Exploitation

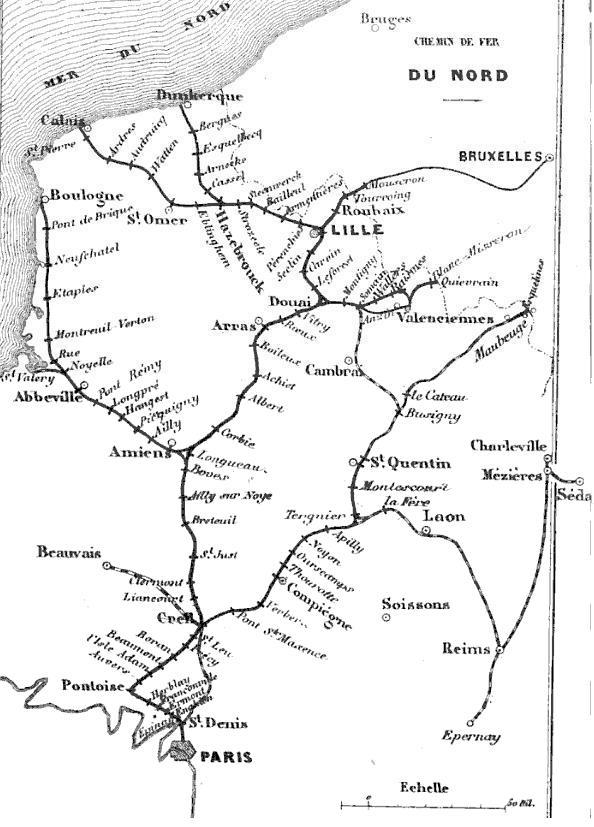
La ligne, sur une carte du réseau du Nord en 1853.

### Trafic des voyageurs
Grande ligne de l'Angleterre jusqu'à l'arrivée de l'Eurostar en 1994, la ligne Paris – Calais a vu circuler des trains mythiques, tels que La Flèche d'or, La Flèche d'argent, Le Train bleu ou le Venise-Simplon-Orient-Express.
La ligne est, dans les années 2020, utilisée par des trains régionaux du réseau TER Hauts-de-France. Certains de ces trains assurent des missions omnibus entre Calais-Ville et Rang-du-Fliers, mais également entre Amiens et Abbeville. D'autres effectuent des missions semi-directes, en reliant Paris-Nord à Calais-Ville en passant par Longueau, Amiens, Abbeville et Rang-du-Fliers.
La ligne voit aussi passer des TERGV, qui relient Lille-Europe à Boulogne-sur-Mer ou Rang-du-Fliers, avec rebroussement en gare de Calais - Fréthun. La plupart de ces TERGV sont en fait des TGV inOui en provenance ou à destination de Paris-Nord, appelés « TERGV » à partir d'Arras.

### Trafic des marchandises
Au milieu des années 1970, trois gares de la ligne connaissent un trafic de marchandises significatif. À Abbeville, le trafic atteint 82 000 tonnes, dont 37 000 tonnes d'arrivages et 45 000 tonnes d'expéditions. À Dannes-Camiers, il repose sur 37 000 tonnes d'expéditions de ciment et de clinker. Mais le trafic atteint un total de 676 000 tonnes à Boulogne-sur-Mer — triage d'Outreau et faisceau Loubet, gare de Boulogne-Ville —, dont 161 000 tonnes à l'importation (pâte à papier…), 127 000 tonnes à l'exportation (sucre, ciment…), 294 000 tonnes d'arrivages intérieurs (coke de Bully-Grenay) et 94 000 tonnes destinées aux expéditions nationales (ferromanganèse, ferroalliages des aciéries de Paris-Outreau).
Dans les années 2020, la ligne est empruntée par des trains d'Hexafret et surtout de compagnies privées (comme Europorte).